# Soglia percettiva
La soglia percettiva (in psicofisica) comprende almeno due livelli di percezione agli stimoli: una detta soglia assoluta e l'altra detta soglia differenziale. La soglia percettiva (della percezione) è una misura della sensibilità delle sensazioni, dove gli stimoli percepiti vengono detti "sovraliminali" (sopra la soglia) e quelli non percepiti vengono detti "infraliminali" (sotto la soglia).
La soglia assoluta è il livello al di sotto del quale uno stimolo sensoriale non viene avvertito nel 50% delle stimolazioni, e quindi viene percepito per il restante 50% delle volte. La soglia differenziale è la più piccola differenza discriminabile tra due stimoli di livello vicino, dove la differenza minima di stimolo che può essere percepito, viene anche detta "minimo discriminabile".

## Soglie di riferimento
Per ciascuno dei cinque sensi possono essere definite su base empirica diverse soglie assolute di percezione, ad esempio:
- vista: percezione della luce di una candela a 50 km di distanza, in una notte serena e limpida;
- udito: percezione di un orologio meccanico a sei metri di distanza all'interno di una stanza silenziosa;
- gusto: un cucchiaino di zucchero in tre litri di acqua;
- olfatto: una goccia di profumo diffusa nell'intero volume di tre stanze;
- tatto: la pressione di un'ala di ape fatta cadere da 1 cm di altezza;

In generale, le soglie ritenute fondamentali in psicofisica sono:
- soglia assoluta: valore minimo per cui a uno stimolo corrisponda una reazione;
- soglia terminale: valore massimo per cui, modificando l'intensità di uno stesso stimolo, si ottiene una differenza nella reazione;

- soglia differenziale: minima differenza d'intensità di stimolo capace di modificare la reazione allo stesso.

## Storia
Come metodologia di misura è piuttosto antica e discende dagli esperimenti che Ernst Heinrich Weber condusse nella metà del 1800 per studiare la relazione tra stimolo e percezione.
Gli esperimenti, integrati con le teorie di Gustav Theodor Fechner formarono il modello teorico noto come legge di Weber-Fechner.
A metà del 1900 Stanley Smith Stevens, psicofisico americano, introdusse la Stevens' power law, pubblicando un volume che raccoglieva gli studi compiuti sul tema per tutta la prima metà del 1900. Questa legge, conosciuta anche come stima di grandezza, ampliava il campo di applicazione della legge di Weber-Fechner a una più ampia categoria di sensazioni.
Oggi la misura delle soglie di percezione è utilizzata in molte discipline, anche tecniche, come ad esempio le tecnologie audio e video.

## Metodologia generale
- Metodo dei limiti. Al soggetto sono presentate ripetutamente diverse serie di stimoli. Alcune partono da valori infraliminari e hanno ordine ascendente nell'intensità fino a quando si raggiunge un livello idoneo per suscitare la sensazione. Altre partono da stimoli sovraliminari e hanno ordine discendente finché si giunge allo stimolo che non produce più la relativa sensazione. Le due serie di stimoli sono combinate casualmente tra loro. Il valore della soglia assoluta corrisponde allo stimolo avvertito dal soggetto nel 50% dei casi;
- metodo dell'aggiustamento.  Si richiede al soggetto di aggiustare attraverso una manopola o un cursore il livello di intensità di uno stimolo finché sia in grado di suscitare in lui una risposta, partendo da stimoli infraliminari;
- metodo degli stimoli costanti. Viene presentato al soggetto un certo numero di stimoli in ordine casuale, alcuni sovraliminari altri infraliminari. Ogni volta si invita il soggetto a riferire se ha avvertito o no una sensazione. Lo stimolo che ottiene il 50% delle risposte corrisponde al valore soglia.

## Esempio di misura tattile secondo Weber-Fechner
Potere risolutivo tattile in diverse parti della cute del braccio. Consiste nel misurare la capacità di distinguere due stimoli applicati in cinque parti della cute e quindi calcolare l'acuità tattile.
Le parti su cui applicare gli stimoli possono essere:
- punta del dito indice;
- falange del dito indice;
- palmo della mano;
- centro dell'avambraccio;
- braccio, subito sopra il gomito.

Per ciascuna di queste parti sono noti i valori medi teorici, derivanti dal numero di recettori tattili presenti nella parte. Una parte offesa reagirà in maniera molto diversa da quanto potrebbero essere i valori medi.
Lo stimolo si applica con un compasso a due punte, a un soggetto a cui è impedita la vista della zona di stimolo. Si eseguono più applicazioni, man mano diminuendo la distanza tra le punte del compasso, fino a che il soggetto è in grado di distinguere i due stimoli. L'operazione viene ripetuta per tutte le parti, e i risultati sono utilizzati per costruire grafici da confrontare con i valori medi teorici.

## Esempio di stima di grandezza, secondo Stevens
In questo caso i soggetti sono in grado di valutare direttamente una sensazione associandola a un numero. Al soggetto in esame si fa ascoltare un suono (stimolo sonoro) e gli si dice che tale suono ha intensità 10. Al soggetto quindi si propone un altro stimolo sonoro e gli si chiede di valutarne l'intensità rispetto al precedente. Se ritiene che sia doppia dovrà attribuirgli 20, se metà cinque e così via. Secondo Stevens la funzione che descrive la relazione tra giudizio sensoriale del soggetto (F) e l'intensità dello stimolo (I) corrisponde a:
{\displaystyle F=k\cdot I^{n}}
in cui n è un coefficiente che dipende dal tipo di sensazione; ad esempio per l'intensità luminosa è pari a 0,33, per la lunghezza apparente a 1, per lo shock elettrico a 3,5.